# Isabel Nonell i Torras
Isabel Nonell i Torras (Barcelona, 14 de març de 1953) és una política catalana, diputada al Parlament de Catalunya en la VII legislatura

## Biografia
Del 1970 al 1982 va treballar d'administrativa en empreses del sector financer i en el grup Banca Catalana a Barcelona, Còrdova i Madrid. Ha estat assistent del grup parlamentari de Convergència i Unió al Congrés dels Diputats, secretària de l'àmbit sectorial de Convergència Democràtica de Catalunya i ha coordinat les campanyes d'aquest partit a les eleccions al Parlament de Catalunya del 1995 i a les del 1999 i al Congrés dels Diputats del 1996. Entre el 1996 i el 2000 va ser la cap del gabinet de la secretaria general de CDC i del 2000 al 2002 coordinadora de la Fundació Trias Fargas. Entre el 2006 i el 2010 va ser assessora del Conseller d'Innovació, Universitats i Empresa.
El 2003 va ser una de les sòcies fundadores de la plataforma Catalunya 2003 amb la qual, a la candidatura d'Esquerra Republicana a les eleccions al Parlament de Catalunya d'aquell mateix any va ser escollida diputada en substitució de Pere Esteve que havia estat nomenat conseller. Des de les eleccions municipals del 2007 és regidora a l'Ajuntament d'Alella per Esquerra Republicana.
Va ser vicepresidenta de la Fundació Josep Irla entre el 2006 i el 2011 i des del 2012 n'és patrona.